# Dipterocarpus megacarpus
Dipterocarpus megacarpus là một loài thực vật có hoa trong họ Dầu. Loài này được Madani mô tả khoa học đầu tiên năm 1993.